# Димитър Калпазанов
Димитър Иванов Калпазанов е български индустриалец, най-малкият син на фабриканта Иван Калпазанов и Велика Стоянова. Убит през 1912 г. /Балканската война/ при Люле-Бургаз.

## Биография
Роден е на 24 юни 1884 г. в Габрово, в многочисленото семейство на изтъкнатия Иван Калпазанов и Велика Стоянова. Кръстен на дядо си по майчина линия Добри Стоянов, един от най-изявените габровски чорбаджии и богати хора в града.
Завършва Априловска гимназия с отличие и записва висше образование в Германия. Получава солидно търговско и инженерно образование, за да може да участва активно в управлението на фабриката на своя баща, заедно със зет си Васил Карагьозов и брат си Добри Калпазанов.
Взема участие в Балканската война – поручик, и е убит на 10 октомври 1912 г. от засада при Люлебургас.

## По мнение на обществото
„Нямаше ли възможност той като индустриалец да не бъде там, на бойното поле, и да бъде днес жив?“, пита риторично журналистът Илимонков и отговаря: „Но той като българин, като офицер от нашата Армия, искаше да бъде на своето място, гдето бяха всички достойни българи. ако хората познаваха този човек, никога нямаше да го забравят, защото Димитър калпазанов беше олицетворение на добродетели. Той привличаше със своя благ и мъжествен характер и походка. Който е имал среща с него, макар и за най-дребнава работа, лично се е убедил в правдивостта на това ни твърдение. Кой се обърна към него за нещо и не му се отзова благосклонно? Кой му похлопа и не му отвори? Цел светец бе той!“ Иван Илимонков продължава: „В Габрово едва ли ще се роди втори път такъв ненадменен и искрен гражданин. Млад, красив, високо интелигентен и щедър, си даде живота, който не ще ни богатство, ни нищо. Той замина млад ерген, загина за чест и слава на България и народа ѝ!“

## В памет на Димитър Калпазанов
След гибелта на Димитър Калпазанов, в памет на своя син, неговата майка Велика Стоянова – Калпазанова прави огромни дарения за Червения кръст - Габрово. Неговите живи братя и сестри, по примера на майка си, също даряват многократно средства. Техните имена днес стоят изписани на входа на сградата на Червения кръст в Габрово.

## Други заслуги
- Наследниците на Димитър Калпазанов и неговата майка Велика Калпазанова откриват фонд, в който даряват 60 000 лв. за построяване на мъжка прогимназия в Габрово.